# Келч (Польща)
Келч (пол. Kiełcz, нім. Költsch) — село в Польщі, у гміні Нова Суль Новосольського повіту Любуського воєводства.
Населення — 821 особа (2011).
У 1975-1998 роках село належало до Зеленогурського воєводства.

## Демографія
Демографічна структура станом на 31 березня 2011 року:
|          | Загалом | Допрацездатний вік | Працездатний вік | Постпрацездатний вік |
| -------- | ------- | ------------------ | ---------------- | -------------------- |
| Чоловіки | 400     | 78                 | 297              | 25                   |
| Жінки    | 421     | 84                 | 254              | 83                   |
| Разом    | 821     | 162                | 551              | 108                  |